# Pauline Ngarmpring
Pauline Ngarmpring (también Palinee Ngarm-Pring) es una política tailandesa. En marzo de 2019, se postuló para primera ministra de Tailandia y se convirtió en la primera persona transgénero del país en hacerlo. Está afiliada al Partido Mahachon.

## Biografía
En 1964, Pauline Ngarmpring fue asignada como varón al nacer en Tailandia. Más tarde admitió que se identificó como mujer desde temprana edad, pero no se lo dijo a nadie debido a las expectativas de sus padres.
Antes de su transición, Ngarmpring trabajó como periodista antes de convertirse en promotora deportiva en la comunidad del fútbol tailandés. Fundó el grupo de aficionados al fútbol Cheerthai Power y se postuló para presidenta de la Asociación de Fútbol de Tailandia. También estaba casada y tenía dos hijos.
En 2013, se declaró transgénero y viajó a Estados Unidos para someterse a una cirugía de reasignación de sexo. En 2017, regresó a Tailandia, donde los medios locales la apodaron "la Caitlyn Jenner de Tailandia". 

## Carrera política
Ngarmpring se unió al Partido Mahachon a fines de 2018; inicialmente fue contratada para ayudar al partido con su estrategia y política. En 2019, fue nombrada, junto con otras dos personas, como candidata a primera ministra del Partido Mahachon en las elecciones generales tailandesas de 2019. Esto la convirtió en la primera persona transgénero en postularse para primer ministro de Tailandia.